# 안도니 수비사레타
안도니 수비사레타 우레타(스페인어: Andoni Zubizarreta Urreta, 1961년 10월 23일 ~ )는 스페인의 은퇴한 축구 선수로 현역 시절 포지션은 골키퍼였다.

## 선수 경력
수비사레타는 1979년 데포르티보 알라베스에 입단하였으나 경기에는 나오지 못하였다. 아틀레틱 빌바오로 이적한 그는, 주전으로 뛰면서 2번의 프리메라리가 우승을 경험하였다. 1986년 바르셀로나로 이적하였고, 그곳에서 4번의 리그 우승과 한번의 UEFA 챔피언스리그 우승을 이끌었다. 1994년 발렌시아로 이적하였고 그곳에서 은퇴하였다.
그는 스페인 축구 국가대표팀의 일원으로서 활약하기도 하였는데, 스페인 대표팀 역사상 최다 출장 기록 (126경기)을 보유하기도 했다. (이 기록은 후에 이케르 카시야스가 경신했다.)
2010년 7월부터는 바르셀로나의 디렉터 (기술위원장)를 맡게 되었다.

## 수상
아틀레틱 빌바오
- 프리메라리가 : 1982-83, 1983-84
- 코파 델 레이 : 1983-84
- 수페르코파 데 에스파냐 : 1984

 바르셀로나
- 프리메라리가 : 1990-91, 1991-92, 1992-93, 1993-94
- 코파 델 레이 : 1987-88, 1989-90
- 수페르코파 데 에스파냐 : 1991, 1992
- 유러피언컵 : 1991-92
- UEFA 컵 위너스컵 : 1988-89
- UEFA 슈퍼컵 : 1991, 1992

 스페인
- UEFA 유로 1984 준우승

## 같이 보기
- A매치 100경기 이상 출전한 축구 선수 명단